# Сталин и его подручные
«Сталин и его подручные» (англ. Stalin and his hangmen — «Сталин и его палачи») — книга британского писателя Дональда Рейфилда, опубликованная в 2004 году издательством Viking Press с подзаголовком «достоверный портрет тирана и тех что служили ему» (an authoritative portrait of a tyrant and those who served him). Подзаголовок, сохраняя общую идею, менялся от издания к изданию в довольно широких пределах.
Книга неоднократно переиздавалась, переводилась на другие языки. В том числе опубликована на русском в переводе автора (свободно владеющего русским и грузинским) и с его предисловием к изданию.

## Содержание
В предисловии ко второму изданию (немного отличающемуся от первого) Дональд Рейфилд основным содержанием и сюжетным стержнем книги называет карьеры и личности основных функционеров («приспешников»), «особенно тех пятерых, которые возглавляли службу безопасности и тайную полицию, известную нам под целым рядом названий: ЧК (Чрезвычайная комиссия), ГПУ и ОГПУ (Объединённое государственное политическое управление), НКВД, МВД (Народный комиссариат, затем Министерство внутренних дел), МГБ (Министерство государственной безопасности)». Эти пятеро: Феликс Дзержинский, Вячеслав Менжинский, Генрих Ягода, Николай Ежов и Лаврентий Берия. При этом описываются биографии и поступки множества исполнителей более низкого уровня. Автор завершает предисловие так:

Замеченные (иногда переводчиками на другие языки) ошибки и глупости устранены, учтены неизвестные ранее подробности из российских и иностранных публикаций последних трех лет. Готовя книгу для русского читателя, я внимал совету дяди Вани и старался, в отличие от профессора Серебрякова, не писать «о том, что умным давно уже известно, а для глупых неинтересно».

Российское переиздание получило рейтинг «18+» и предупреждение о содержащемся в книге мате. Это относится не к тесту самого Рейфилда, а к приводимым им документам описываемой эпохи.

## Оценки и критика
По мнению главного редактора журнала Journal of Cold War Studies Марка Крамера книга является значимым событием британской и западной в целом сталинианы.
Себаг-Монтефиоре в рецензии «Образованные серийные убийцы» приветствовал появление «восхитительного нового исследования», в котором «признанный биограф Чехова и специалист по грузинской и русской литературе выступает частью как политолог и социолог, частью как литературный критик».
Литературовед и культуролог Т. Н. Красавченко также определяет жанр книги как «исследование с публицистической тональностью». Глубокие знания автором грузинской истории и литературы приводят его к идее внутреннего отожествления Сталиным своей судьбы и предназначения с царями Давидом IV и Теймуразом I. Как руководитель страны, Сталин несомненно обладал талантами гениального «начальника кадровой службы», как с сарказмом называет это Рейфилд, и умело подбирал «нужных» палачей.